# IBM PC compatible

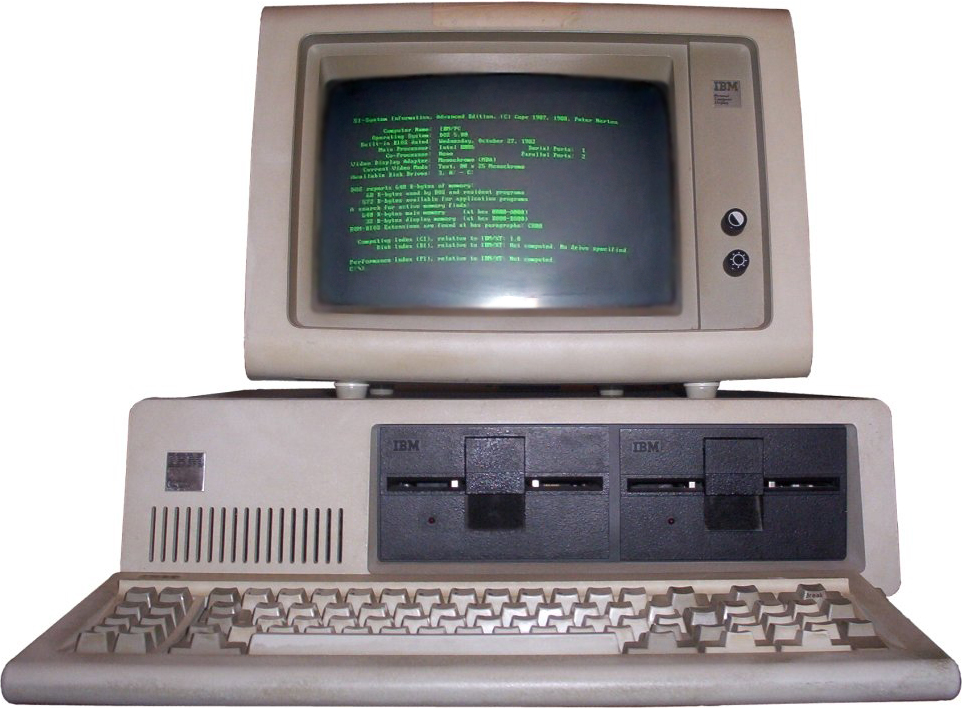
IBM PC 5150

Termenul de Compatible PC (din engleză, cu sensul de compatibil PC) sau IBM PC compatible (compatibil IBM PC) desemnează un computer care este compatibil cu un IBM PC, apărut în 1981. În 2012, aproape toate calculatoarele personale erau compatibile PC, ele putând fi clasificate clone PC sau clone IBM. Acestea se bazează pe microprocesoarele din familia x86 inventate de Intel. Sistemele de operare MS-DOS, Windows, OS/2 și GNU/Linux au fost create special pentru acest tip de computer. Mac OS X a fost, de asemenea, realizat pentru această arhitectură, deoarece Apple a trecut la procesoarele Intel în 2006.
În anii 1980, competitorii IBM, pentru a a avea succes pe piață, trebuiau să vândă PC-uri cu BIOS-ul creat de IBM și sistemul de operare DOS creat de Microsoft denumit MS-DOS.  IBM nu a interzis firmei Microsoft să vândă  MS-DOS către alte entități interesate (la fel ca pe o componentă hardware); dar BIOS-ul (primul software pe care îl rulează un calculator) era protejat prin drepturi de autor. Echipe de informaticieni au rescris BIOS-ul astfel încât au ocolit legal drepturile de autor ale IBM și alte companii au vândut PC-uri cu eticheta compatibil PC sau compatibil [cu] IBM PC.

## Legături externe
- http://www.allgame.com/cg/agg.dll?p=agg&sql=5:2%5Bnefuncțională%5D
- http://www.ibscorporation.com/pc2.htm Arhivat în 29 aprilie 2009, la Wayback Machine.
- http://oldcomputers.net/compaqi.html